# Црква Успења Пресвете Богородице у Клењу
Црква Успења Пресвете Богородице у Клењу, насељеном месту на територији општине Голубац припада Епархији браничевској Српске православне цркве.